# گولوباک
گولوباک (به صربی: Golubac) یک روستا در صربستان است که در گولوباک واقع شده‌است. گولوباک ۷۲ متر بالاتر از سطح دریا واقع شده‌است.